# Abraham Okyere
Abraham Okyere (6 juli 2002) is een Ghanees voetballer die sinds 2024 uitkomt voor KPV Kokkola.

## Clubcarrière
Okyere startte zijn seniorencarrière bij International Allies FC. De club leende hem in het seizoen 2020/21 uit aan Al-Hilal United FC, een club uit de derde divisie van de Verenigde Arabische Emiraten. De club eindigde dat seizoen eerste in zijn reeks, maar verloor in de halve finale van zijn reeks met een 0-9-totaalscore van Abtal Al Khaleej FC.
In juni 2021 ondertekende Okyere een tweejarig contract met optie op twee extra jaren bij de Belgische eersteklasser Beerschot VA, die net als Al-Hilal deel uitmaakt van de United World Group. Op 7 augustus 2021 maakte hij zijn officiële debuut voor Beerschot: op de derde competitiespeeldag kreeg hij van trainer Peter Maes een basisplaats tegen Union Sint-Gillis, om vervolgens tijdens de rust gewisseld te worden voor Marius Noubissi. Ook zijn tweede en laatste wedstrijd van het seizoen was tegen een Brusselse club: op 27 december 2021 viel hij tegen RSC Anderlecht in de 77e minuut in voor Moisés Caicedo bij een 0-7-achterstand.
Na de degradatie van Beerschot naar Eerste klasse B kwam Okyere nauwelijks in de plannen voor bij Beerschot. In de bekerwedstrijd tegen Knokke FC (0-4-winst) op 25 september 2022 liet trainer Andreas Wieland hem in de 71e minuut invallen bij een 0-3-voorsprong, in de competitie kwam hij niet verder dan een invalbeurt in de slotfase tegen SK Beveren. Bij het tweede elftal van Beerschot in de Tweede afdeling kon Okyere nochtans mooie cijfers voorleggen: in achttien competitiewedstrijden scoorde hij negen keer. Dat hield niet tegen dat Beerschot er op het einde van het seizoen voor koos om zijn aflopende contract niet te verlengen.
Na een korte passage bij de Indische tweedeklasser TRAU FC tekende hij in april 2024 bij de Finse derdeklasser KPV Kokkola.

## Clubstatistieken
| Seizoen         | Club             | Land             | Competitie      | Competitie | Competitie | Beker | Beker | Europees | Europees | Totaal | Totaal |
| Seizoen         | Club             | Land             | Competitie      | Wed.       | Dlp.       | Wed.  | Dlp.  | Wed.     | Dlp.     | Wed.   | Dlp.   |
| --------------- | ---------------- | ---------------- | --------------- | ---------- | ---------- | ----- | ----- | -------- | -------- | ------ | ------ |
| 2021/22         | Beerschot VA     | Vlag van België  | Eerste klasse A | 2          | 0          | 0     | 0     | —        | —        | 2      | 0      |
| 2022/23         | Beerschot VA     | Vlag van België  | Eerste klasse B | 1          | 0          | 1     | 0     | —        | —        | 2      | 0      |
| 2022/23         | Beerschot VA U23 | Vlag van België  | Tweede afdeling | 18         | 9          | —     | —     | —        | —        | 18     | 9      |
| 2023/24         | TRAU FC          | Vlag van India   | I-League        | 11         | 2          | 0     | 0     | —        | —        | 11     | 2      |
| 2024            | KPV Kokkola      | Vlag van Finland | Ykkönen         | 4          | 0          | 2     | 0     | —        | —        | 6      | 0      |
| Carrière totaal | Carrière totaal  | Carrière totaal  | Carrière totaal | 36         | 11         | 3     | 0     | 0        | 0        | 39     | 11     |

Bijgewerkt op 14 mei 2024.